# 多田雄一
多田 雄一（ただ ゆういち、1963年－）は、日本の農学者。東京工科大学教授。博士（農学）（東京大学・1992年）。専門分野は、育種学、植物分子育種学、植物バイオテクノロジーなど。

## 経歴
1963年千葉県生まれ。東京大学大学院農学系研究科修了後、三井東圧化学（現三井化学）ライフサイエンス研究所研究員を経て、三井業際植物バイオ研究所研究員、茨城大学農学部非常勤講師、三井化学ライフサイエンス研究所主任研究員、新エネルギー産業技術総合開発機構主査を歴任。その後、東京工科大学バイオニクス学部准教授に就任し、同大応用生物学部准教授を経て、同大応用生物学部教授。遺伝子組み換えによる植物の品種改良を研究しており、具体的には主にマングローブの耐塩性を研究している。2008年には、マングローブ樹種のオヒルギから耐塩性遺伝子を発見し、同遺伝子の他植物への移植による耐塩性付加に成功した。
1992年東京大学より博士（農学）の学位を取得、学位論文の題は「イネ育種のための組換えDNA技術の確立」。

## 略歴
- 東京大学大学院農学系研究科修了
- 三井東圧化学（現三井化学）ライフサイエンス研究所研究員
- 三井業際植物バイオ研究所研究員
- 茨城大学農学部非常勤講師
- 三井化学ライフサイエンス研究所主任研究員
- 新エネルギー産業技術総合開発機構主査
- 東京工科大学バイオニクス学部准教授
- 東京工科大学応用生物学部准教授
- 東京工科大学応用生物学部教授

## 著書
- 『環境バイオテクノロジー』三恵社、2009年5月。ISBN 4-8836-1469-7。全国書誌番号:21609108。
- 『環境バイオテクノロジー』（改訂版）三恵社、2011年2月1日。ISBN 978-4883618224。全国書誌番号:21894916。
- 『植物細胞遺伝子工学 = Plant cell and genetic engineering』三恵社、2014年2月。ISBN 9784864871792。全国書誌番号:22382881。